# Fritz Thiele (Generalleutnant)
Fritz Thiele (* 14. April 1894 in Berlin; † 4. September 1944 in Berlin-Plötzensee) war ein deutscher Generalleutnant und Widerstandskämpfer gegen den Nationalsozialismus.

## Leben
Thiele trat im März 1914 in die Preußische Armee ein und wurde zunächst zum Nachrichtenoffizier ausgebildet. Nach Teilnahme am Ersten Weltkrieg in die Reichswehr übernommen, veröffentlichte er 1925 als Oberleutnant der 6. (Preußische) Nachrichten-Abteilung das Buch Zur Geschichte der Nachrichten-Truppe 1899–1924.
Die Berufung ins Reichskriegsministerium erfolgte 1936. Im Jahr 1940 wurde Thiele zum Chef der Amtsgruppe Wehrmachtnachrichtenverbindungen (AgWNV) im Oberkommando der Wehrmacht ernannt. In dieser Zeit lernte er den Chef des Heeresnachrichtenwesens General Erich Fellgiebel sowie dessen Stellvertreter Oberst Kurt Hahn kennen. Zum 1. Januar 1944 wurde Thiele zum Generalleutnant befördert.
An den Vorbereitungen des Unternehmens Walküre am 20. Juli 1944 waren alle drei beteiligt: Thiele erhielt gegen 13 Uhr als Erster im Bendlerblock telefonisch aus der Wolfsschanze durch Fellgiebel und Hahn die Nachricht vom Scheitern des Attentats und vom Überleben Hitlers. Thiele wandte sich daraufhin gegen die Fortsetzung des Umsturzversuchs. Nachdem Fellgiebel noch am selben Tag festgenommen worden war, übernahm Thiele zunächst dessen Aufgaben in der Nachrichtenzentrale beim Führerhauptquartier. Am 11. August 1944 wurde er von der Gestapo verhaftet, am 21. August 1944 durch den Volksgerichtshof zum Tode verurteilt und am 4. September 1944 im Gefängnis Plötzensee hingerichtet.
Sein Nachfolger als neuer Chef der AgWNV wurde Generalleutnant Wilhelm Gimmler.